# Grapadora tèrmica
Una grapadora tèrmica (també anomenada soldador per grapes tèrmiques, soldador de para-xocs o soldador d'inserció metàl·lica ) és una eina elèctrica dissenyada per reparar peces de plàstic termoplàstic mitjançant la inserció de grapes metàl·liques escalfades. És àmpliament utilitzat en tallers de carrosseria, indústries de fabricació i reparació de plàstics, així com en aplicacions domèstiques per restaurar components danyats, substituint la soldadura per aire calent, molts adhesius o fins i tot la soldadura ultrasònica.
Noms alternatius
- Anglès: plastic repair stapler, plastic bumper welder, hot stapler,
- Català: grapadora tèrmica per a plàstics, soldador de plàstic per inserció metàl·lica, reparador tèrmic de grapes.

## Principi de funcionament
El dispositiu funciona escalfant grapes metàl·liques (habitualment d'acer inoxidable o aliatges resistents a la corrosió) fins a assolir una temperatura controlada (entre 200°C i 500°C, segons el model). Aquestes grapes s'insereixen perpendicularment a la zona fracturada del plàstic. un para-xocs o parafangs, fonent parcialment el material circumdant. En refredar-se, la grapa queda embeguda al plàstic, creant un reforç estructural intern. Posteriorment, la superfície es pot polir i tractar amb massilles o pintures per restaurar la seva aparença original.

## Història i desenvolupament
La tècnica va sorgir a la dècada de 1990 com a alternativa als mètodes tradicionals de soldadura per aire calent o adhesius . La seva popularitat va augmentar amb l'ús massiu de plàstics a la indústria automotriu, on els para-xocs van deixar de ser metàl·lics. Marques com Uretech o Steinel van ser pioneres a comercialitzar eines professionals.

## Kits i aplicacions

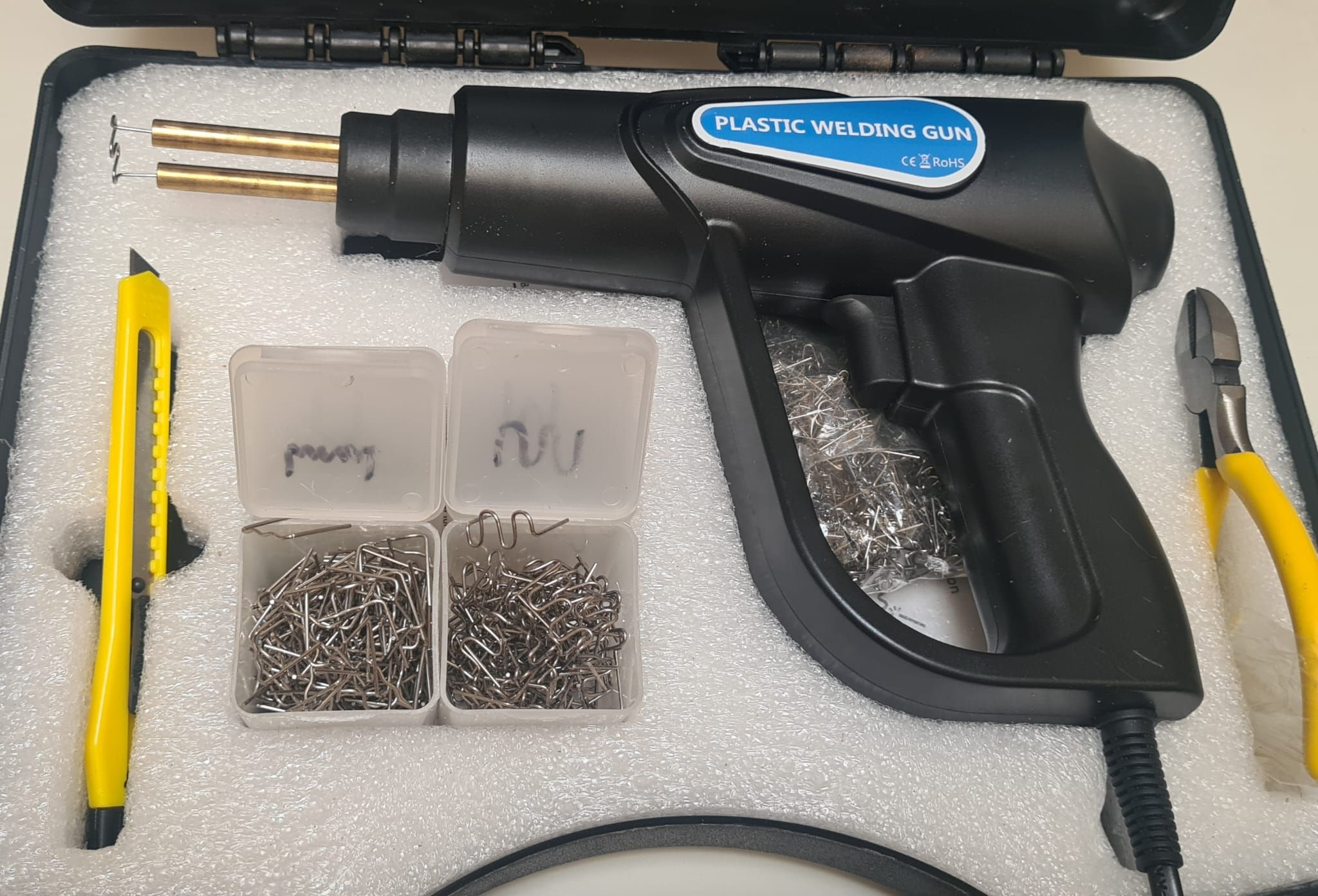
Kit reparador de paraxocs

- Automoció: Reparació de para-xocs, carenats de motocicletes, reixetes, spoilers i carcasses de fars.[5]
- Electrodomèstics: Fixació de carcasses de rentadores, aspiradores o equips electrònics .
- Mobiliari: Restauració de cadires plàstiques, panells o elements decoratius.
- Indústria: Reparació de dipòsits, conductes o components de maquinària fabricats amb termoplàstics com PP, ABS o policarbonat .

## Avantatges i inconvenients

### Avantatges
- Econòmic: Evita el reemplaçament complet de peces costoses.
- Ecològic: Redueix residus plàstics en perllongar la vida útil dels components.
- Versatilitat: Compatible amb múltiples termoplàstics, inclosos materials difícils de soldar com el polipropilè (PP).
- Resistència: Les grapes proporcionen més durabilitat que adhesius o soldadures tradicionals..

### Inconvenients
- No és efectiu en plàstics termoestables (com la baquelita).
- Requereix habilitat tècnica per evitar deformacions per excés de calor.
- En peces sotmeses a alta tensió, pot necessitar aïllament addicional.

## Tipus de grapes i consumibles
Les grapes varien segons:
- Mida: Llargàries entre 10 mm i 25 mm
- Material: Acer inoxidable, alumini o aliatges especials.
- Forma: Rectes, a "T" o personalitzades per a zones corbes.
- Grandària: Longituds entre 10 mm i 25 mm, amb gruixos d'1 mm a 2.5 mm.

Alguns models inclouen accessoris com a broquets intercanviables o reguladors de temperatura digitals.